# 존 브렌트
존 브렌트(John Brent, 1938년 3월 14일 ~ 1985년 8월 16일)는 미국의 배우, 시인이다.
로스앤젤레스에서 사망하였다.

## 영화
- 퍼스트 패밀리(영어판) (1980년)
- 청춘 낙서 2 (1979년) - 랠프 역
- 스틸야드 블루스 (1973년)
- 청춘 낙서 (1973년)
- 캐치 22 (1970년)
- 파트너 체인지 (1969년)